# Тайський масаж
Тайський масаж — найдавніший метод традиційної тайської медицини, поряд із лікуванням травами й медитацією. Він помітно відрізняється від того масажу, до якого звикли європейці. Його прийоми, навіть найпростіші, поєднують натиснення, розтягування і скручування — тобто системно впливає на тіло. Відтак, замість слова "масаж" краще підходить вираз "тайська лікувальна система". 
Система розвивалася й удосконалювалася близько двох з половиною тисяч років, тому не дивно, що сьогодні різні майстри застосовують дещо відмінні техніки. Навіть у самому Таїланді система, створена на півдні країни, істотно відрізняється від північної практики — можна навіть говорити про два різні стилі. Тут пропонують прийоми різних шкіл, зібрані відповідно до того, на скільки м'яко й гармонійно вони впливають. 

## Традиційний тайський масаж
Дві "кам'яні скрижалі" з монастиря ВАТ ПХО. Король Рама ІІІ свого часу наказав викарбувати на камені шістдесят таких сторінок; на них зібрали всю інформацію про тайську традиційну медицину, яка містилася в стародавніх текстах. 
Тайському масажу в його сучасному вигляді не менше тисячі років. Це одна зі східних лікувальних систем, які засновані на уявленні про життєву енергію, що циркулює в організмі по каналах. Серед таких систем можна згадати також китайський масаж туй-най, аюрведичний індійський масаж і японський масаж шіацу. Туй-на і аюрведичний масаж, що виникли з'явилися 4000 років тому, започаткували й тайський масаж. Також легко помітити й те, що на тайський масаж справила великий вплив і індійська йоґа. У вченні про енергетичні канали тайська доктрина подібна до масажу туй-ну, який практикували, згідно зі знайденими документальними свідченнями, принаймні, 2300 років тому. Перша європейська згадка про тайську медицину датується 1690 роком. Французький дипломат Симон де ла Лубер писав: "Коли в Сіамі хтось занедужає, він йде до майстра, яка ретельно впливає на його тіло своїми руками; буває також, що він стає на хворого ногами і топче його".

## Роль тайського масажу
Кому потрібен традиційний тайський масаж? Вам, якщо ваше тіло «просить» доторкнутися, розтягти, стиснути, або «звертається»: "Зрозумій мене!", "Прислухайся до мене!", "Втіш мене!", "Зціли мене!" . Ми часто не чуємо цих «запитів» і тому не відповідаємо на них. 
Традиційний тайський масаж не має нічого спільного з розвагою популярною в туристичних центрах чи серед ласих на «інтим» чоловіків. Насправді ця система, впливаючи на організм, приносить внутрішню гармонію, отже, дає здоров'я і щастя. В буддистському храмі вам скажуть: цей масаж наголошує на «енергетичному контакті», а це більше, ніж сексуальна втіха. Такий контакт – це найважливіша складова щасливого, гармонійного життя, яке нелегко дається в сучасному світі. 

## Витоки традиційного тайського масажу
Походження тайського масажу, як і походження самих тайців, ховається в тисячоліттях. Таїланд, розташовуючись на перехресті стародавніх шляхів, бачив численні міграції і ввібрав у себе елементи різних культур, особливо буддистських. Найкраще цьому посприяло те, що країна була розташована недалеко від Китаю і на головному торговельному шляху з Індії. 
Народна традиція стверджує, що започаткував тайський масаж Джівака Кумар Бгаччху. Він жив близько 2500 років тому, лікарював і товаришував з Буддою. Донині його шанують як "батька тайської медицини". Спочатку все знання, традиційно для Індії, передавалося усно, з покоління в покоління. Згодом його почали записувати мовою палі переважно на пальмовому листі. Медичні тексти шанували так само, як релігійні. Їх дбайливо зберігали в стародавній столиці Аютаї. У XVIII столітті бірманські завойовники захопили місто, і багато безцінних матеріалів було знищено. У 1832 році король Рама III розпорядився викарбувати тексти на камені в найбільшому монастирі Бангкока, Ват Пхо.

## Храм Ват Пхо
"Ват" означає "храм" або "монастир". Загалом, ват - це не тільки молитовне місце, тут також лікують усіх, хто цього потребує. Ват По (заснований у XVI столітті) - найвідоміший з подібних комплексів. У ньому зберігають найбільшу в Таїланді колекцію зображень Будди, в тому числі знамениту статую Будди, що спить (46 метрів у довжину і 15 метрів у висоту). Саме там можна побачити легендарні, викарбувані на стінах, "кам'яні сторінки", які описують енергетичні канали в людському тілі. 
Тепер Ват Пхо - державний центр, де навчають і ретельно зберігають перлини тайської медицини. Більшість тайців - буддисти і дотримуються принципів «ахімси», тобто ненасильства, любові, доброти і співчуття. Ченцям парафіяни приносять їжу, подарунки, в храми приносять пожертви. Для кожного тайця – це питання моралі й праведності. У країні, як і раніше править монархія, заснована на буддистських принципах і має велику підтримку населення. 
Оскільки коріння тайського масажу нерозривно пов'язане з буддистською філософією, не дивно, що історично його розглядали як релігійний ритуал. Донедавна тайським масажем офіційно займалися лише ченці, які намагалися не допускати до нього жінок. Паралельно існували (і донині існують) різні види побутового масажу, коли члени сім'ї масажують одне одного.